# Schloss Örebro

Schloss Örebro

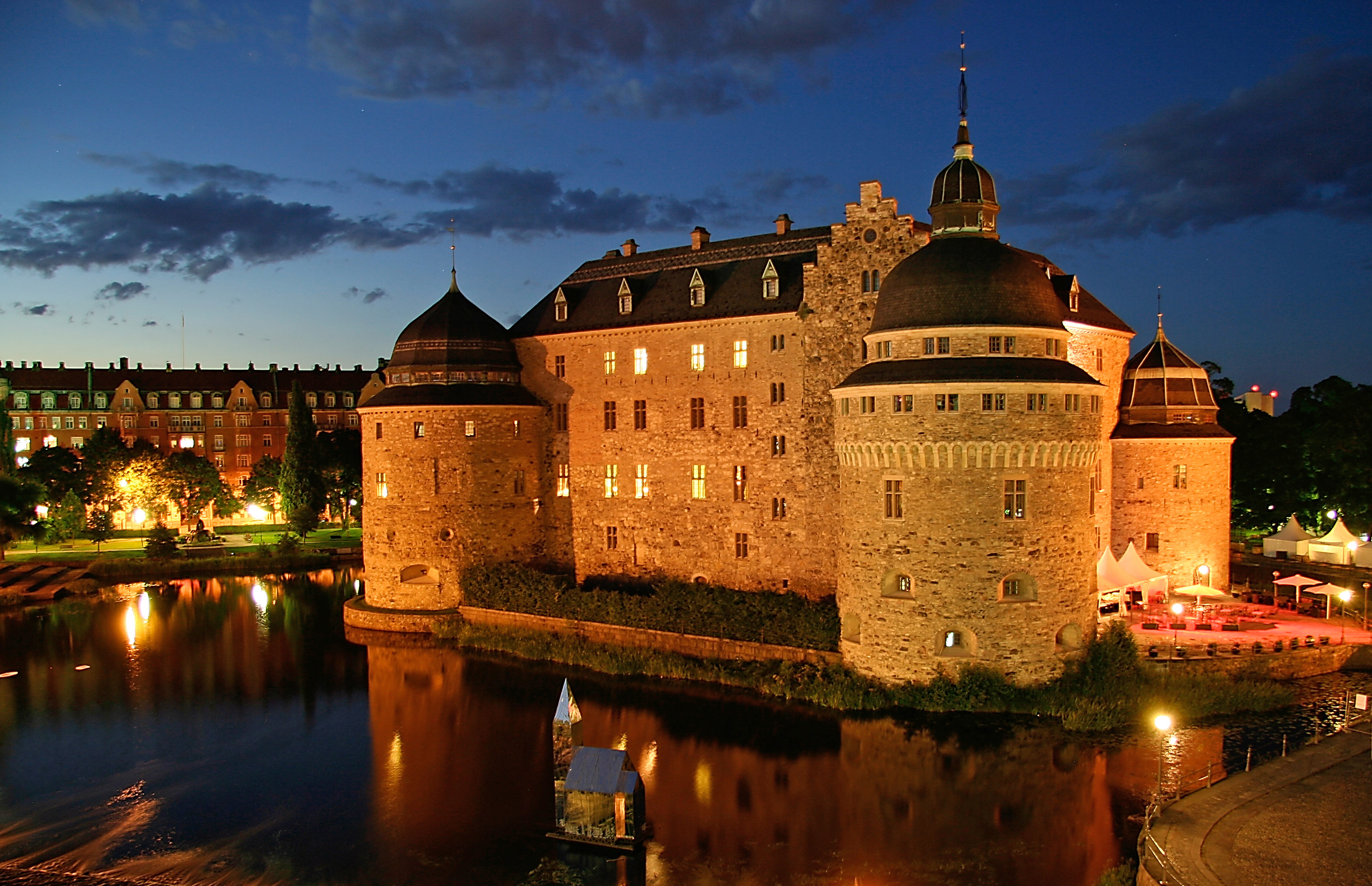
Schloss Örebro bei Nacht

Das Schloss Örebro (schwedisch Örebro slott) ist eine auf einer Insel im Fluss Svartån gelegene Burg in der schwedischen Stadt Örebro, deren Anfänge im 13. Jahrhundert liegen und die ihr heutiges Aussehen im 19. Jahrhundert erhielt.

## Geschichte
Der Zeitpunkt der Grundsteinlegung des Schlosses von Örebro ist unbekannt. Im 18. Jahrhundert schrieb Andreas Olavi Rhyzelius, Bischof von Linköping, von einer Mitte des 13. Jahrhunderts erbauten Burg. Der wohl älteste Teil der Burg ist ein mittelalterliches Steingebäude, welches später noch durch einen Wehrturm ergänzt wurde und von einer Ringmauer umgeben war.
Sicherer weiß man, dass eine größere Befestigungsanlage Mitte des 14. Jahrhunderts errichtet wurde, möglicherweise von König Magnus Eriksson. Diese bestand aus drei dreistöckigen Langhäusern, die u-förmig um den alten Wehrturm angeordnet waren, und erhielt die Bezeichnung Örebro hus.
In der Folgezeit war Örebro hus heftig umstritten und wechselte mehrmals den Besitz. Im Jahr 1364 eroberte Albrecht von Mecklenburg die Burg von Örebro zusammen mit der Burg von Sundby. 1434 ging die Burg von Örebro an Engelbrekt Engelbrektsson. Eine Bauernarmee belagerte die Burg im Jahr 1501. Nach sieben Monaten konnte Svante Sture sie einnehmen. Sein Sohn Sten Sture folgte ihm als Burgherr nach. 1520 wurde die Burg von Christian II., König von Dänemark, Norwegen und Schweden in seinem Krieg gegen den Schwedischen Adel erobert. Ein Jahr später, 1521, belagerte Gustav Wasa die Burg Örebro im Kampf um den schwedischen Thron und konnte sie nach neun Monaten gewinnen.
Nach dem Tod Gustav Wasas erbte dessen jüngster Sohn und späterer König, Herzog Karl das Örebro hus. 1573 veranlasste er eine umfangreiche Renovierung und Erweiterung, die erst 1625 beendet wurde. So wandelte sich das Örebro hus zum Örebro slott, einem dem Vorbild Frankreichs nachempfundenen Renaissanceschloss. Zwischen 1606 und 1617 wurden auf dem Schloss von Örebro sechs Reichstage abgehalten.
In der Folgezeit verfiel das Schloss zunehmend. Erst in den 1750er Jahren wurde es nach Plänen des Schlossarchitekten Carl Johan Cronstedt wieder in Stand gesetzt. Dabei erhielt es eine klassizistische Gestalt. 1810 diente das Schloss als Residenz Karls XIII. von Schweden bei der Wahl Karls XIV. von Schweden zum Kronprinzen.
Örebro slott wurde außerdem auch als Sitz des Landshövdings von Örebro län genutzt, diente aber ebenso als Gefängnis (mit Lasse-Maja als bekanntestem Insassen), Arsenal und Getreidespeicher.
Im späten 19. Jahrhundert wurde das Schloss von Örebro im Stil der Nationalromantik umgebaut und erhielt sein heutiges Aussehen. Seit 1935 ist es Baudenkmal (Byggnadsminne).

## Persönlichkeiten
- Maria Elisabeth von Schweden (1596–1618), Herzogin von Östergötland, hier geboren